# Xenimpia kala
Xenimpia kala är en fjärilsart som beskrevs av Claude Herbulot 1973. Xenimpia kala ingår i släktet Xenimpia och familjen mätare. Inga underarter finns listade i Catalogue of Life.